# NGC 4117
NGC 4117 ist eine linsenförmige Zwerggalaxie mit aktivem Galaxienkern vom Hubble-Typ S0 im Sternbild Jagdhunde am Nordsternhimmel. Sie ist schätzungsweise 44 Millionen Lichtjahre von der Milchstraße entfernt und hat einen Durchmesser von etwa 20.000 Lichtjahren. Gemeinsam mit NGC 4118 bildet sie das gravitativ gebundene Galaxienpaar Holm 334. Sie ist Teil des Ursa-Major-Galaxienhaufens und Mitglied der NGC 4051-Gruppe (LGG 269). 

Im selben Himmelsareal befinden sich u. a. die Galaxien NGC 4109, NGC 4111, NGC 4138, NGC 4143.
Das Objekt wurde am 6. Februar 1788 von dem deutsch-britischen Astronomen William Herschel mithilfe eines 18,7 Zoll-Teleskops entdeckt.